# 340 mm/28 Model 1884
340 mm/28 Model 1884 — 340-миллиметровое корабельное артиллерийское орудие, разработанное и производившееся в Франции. Состояло на вооружении ВМС Франции. Им были вооружены броненосцы «Маджента» и «Нептун», принадлежавшие к типу «Марсо».